# Astronomický kongres 2006

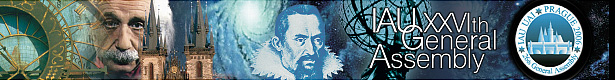

Astronomický kongres v Praze (26. valné shromáždění Mezinárodní astronomické unie, v originále 26th General Assembly of the International Astronomical Union) se konal 14. – 25. srpna 2006 v Kongresovém centru v Praze. Zúčastnilo se ho 2 412 registrovaných účastníků ze 73 zemí. V jeho průběhu byl nově definován pojem planeta, čímž se počet planet sluneční soustavy snížil na 8 (diskuze kolem této změny se někdy označují jako „boj o Pluto“).

## Program kongresu

### Definice planety (tzv. boj o Pluto)
Pro laiky byla asi nejpřitažlivějším bodem kongresu diskuze o definici planety. O tom, co má být ve sluneční soustavě považováno za planetu, se debatovalo již od poloviny 19. století po objevení prvních planetek. Nový rozměr dostal tento problém začátkem 21. století zejména v souvislosti s objevem mnoha transneptunických těles, z nichž Eris je větší, než byla tehdy nejmenší uznávaná planeta – Pluto.

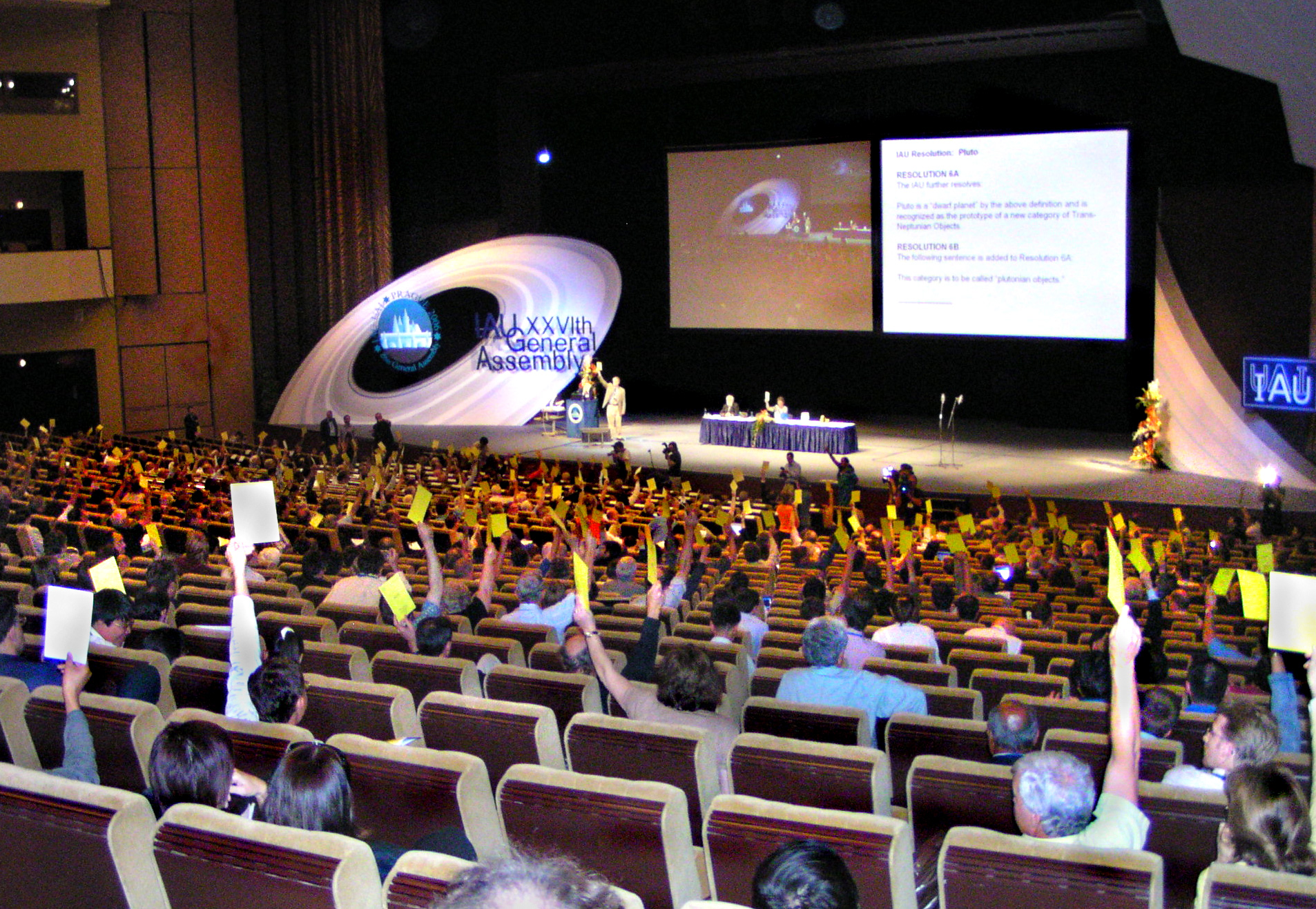
Hlasování o planetách

Proto Mezinárodní astronomická unie ustavila v roce 2004 komisi, která pro kongres připravila doporučení definice planety. Tou mělo být (zjednodušeně) každé těleso, které obíhá kolem Slunce a má dostatečnou hmotnost na to, aby dosáhlo hydrostatické rovnováhy (zformovalo se do přibližně kulovitého tvaru). Z tohoto návrhu by vyplývalo, že planet bude 12: k dosavadním devíti (Merkur, Venuše, Země, Mars, Jupiter, Saturn, Uran, Neptun a Pluto) by přibyly ještě Ceres, Eris a Plutův měsíc Charon.
V průběhu kongresu se nad tímto návrhem rozpoutala velká diskuze, pracovní verze závěrů byla několikrát měněna. Konečné znění definice bylo přijato na závěrečném valném zasedání. Hlavní změnou oproti původnímu návrhu bylo přidání podmínky, že planeta musí být ve svém prostoru dominantní. To však Ceres, Eris a Pluto s Charonem nesplňovaly, a proto počet planet klesl na osm.

### Sympózia
Důležitými částmi kongresu bylo 6 sympózií na tato témata:
- Černé díry
- Vývoj galaxií
- Blízkozemní objekty (planetky)
- Dvojhvězdy v současné astrofyzice
- Konvekce (proudění) v astrofyzice
- Vznik a vývoj hvězd

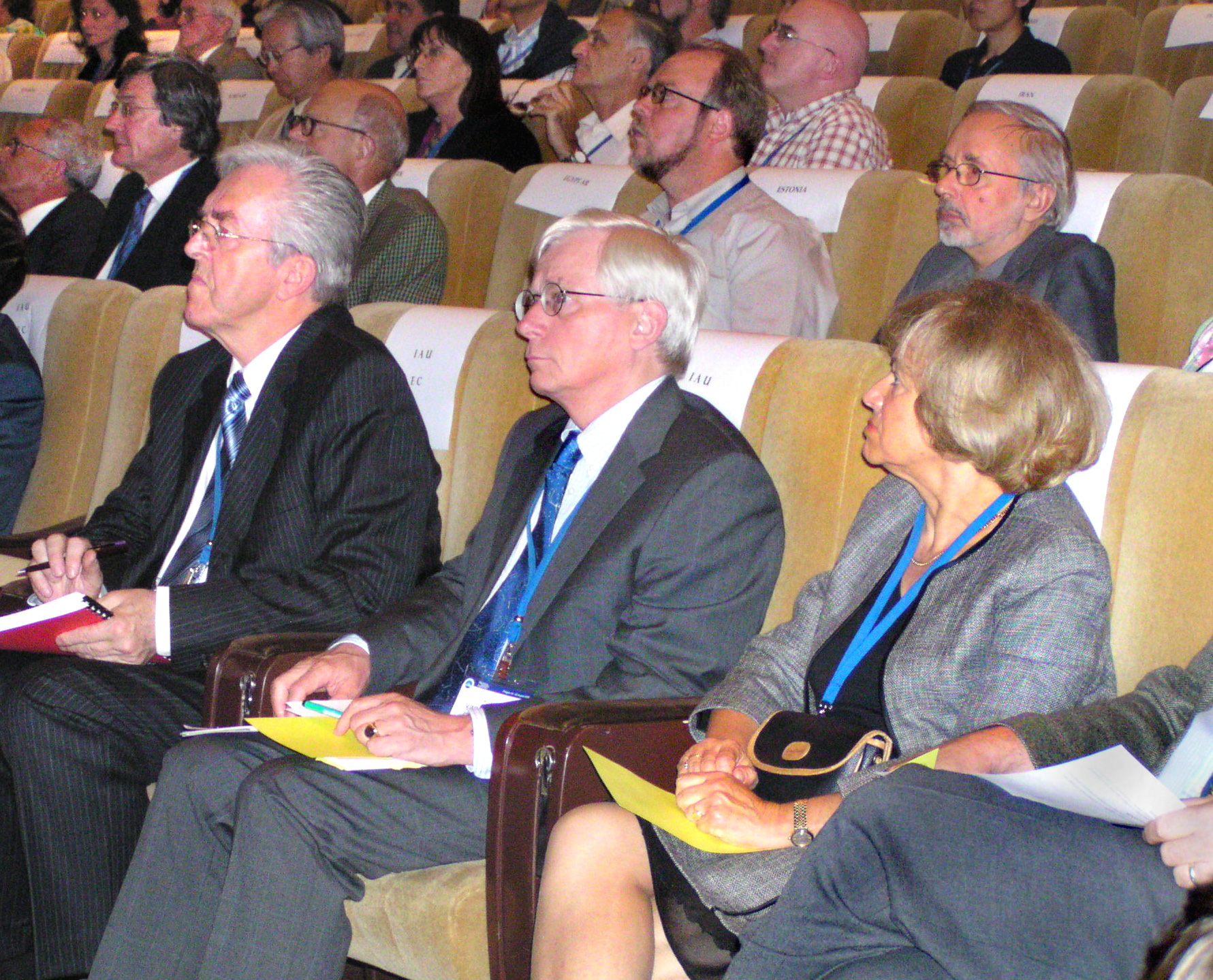
Catherine Cesarsky na závěrečném zasedání

Kongres dále zahrnoval 17 úzce zaměřených tematických diskuzí, další setkání (Mladí astronomové, Ženy v astronomii) a také mnoho zasedání jednotlivých komisí a divizí Mezinárodní astronomické unie. Přes 1 500 astronomů zde vystavilo své postery.

### Nový prezident IAU
Jedním z bodů kongresu byla i slavnostní inaugurace nové prezidentky Mezinárodní astronomické unie (IAU). Ronalda Ekerse (Austrálie) v této funkci vystřídala Catherine Cesarsky, ředitelka Evropské jižní observatoře.

## Akce pro veřejnost

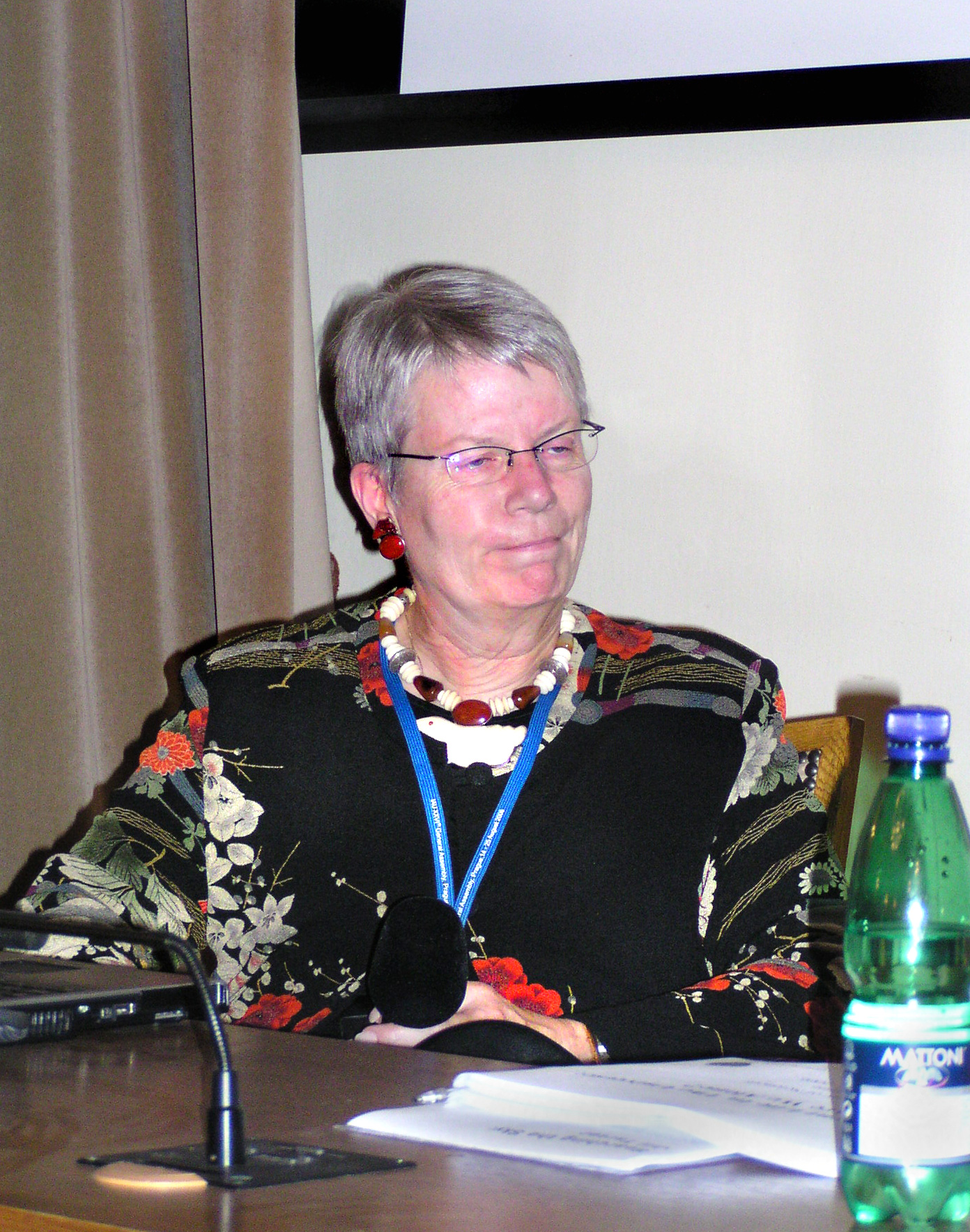
Jill Tarterová při přednášce Jsme ve vesmíru sami?

Každý astronomický kongres je setkáním členů Mezinárodní astronomické unie, kde se jedná o odborných otázkách. Veřejnost nemá na kongres obecně přístup. Úvodní a závěrečné plenární zasedání, klíčové přednášky a některé diskuze (samozřejmě především „boj o Pluto“) však byly přenášeny po internetu. Nadále jsou k dispozici v archivu pražského astronomického kongresu, stejně jako množství dodatečně zařazených přednášek ze všech výše uvedených sympózií.
Pro veřejnost byly určeny také populární přednášky, které se konaly mimo Kongresové centrum. Nejvíce posluchačů přilákala přednáška Jill Tarterové, ředitelky Centra výzkumů SETI. Její příspěvek se jmenoval Inteligentní život ve vesmíru: jsme sami? Dalšími přednášejícími byli Reinhard Genzel (s přednáškou Černé díry v galaxiích) a Francoise Combese (Zrození a život galaxií).
Dalšími doprovodnými akcemi byly např. prohlídky v Astronomickém ústavu na Ondřejově nebo výstava hvězdářských map Tychona Braha na zámku v Benátkách nad Jizerou.

## Organizace a historie
Astronomický kongres v Praze organizovala sama Mezinárodní astronomické unie. Hlavní práce však ležela na Národním organizačním výboru, jehož předsedou byl Jan Palouš, předseda Českého národního komitétu astronomického a vedoucí oddělení galaxií a planetárních systémů Astronomického ústavu Akademie věd České republiky.

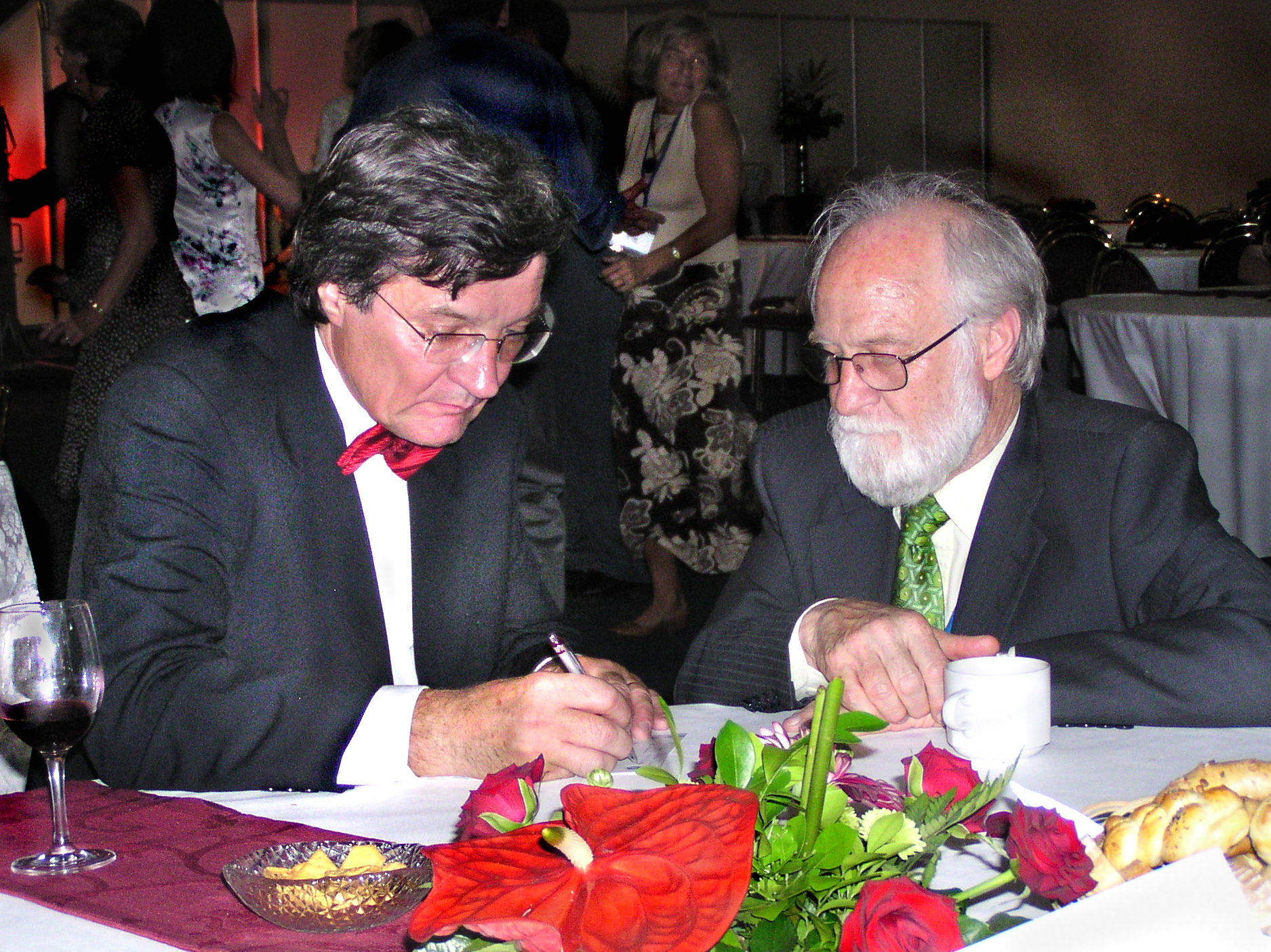
Jan Palouš a Ronald Ekers

Nešlo o první pražský astronomický kongres – ten předchozí se konal 20. – 31. srpna 1967 v Praze jako 13. valné shromáždění Mezinárodní astronomické unie. Praha je jedním z mála míst, kde se kongres konal podruhé. Dosud to byly jen Řím a Sydney.

## Kongresové noviny
O dění na kongresu informovaly denně noviny Dissertatio cum Nuncio Sidereo III. Jejich šéfredaktorem byl Jiří Grygar, dalšími redaktory byli například Petr Lála, Soňa Ehlerová, Michal Sobotka nebo Jana Olivová.

## Ohlas kongresu
Během svého konání přitahoval kongres velkou pozornost nejen médií a odborníků, ale i laiků z domova i ze zahraničí. O pozornosti laiků svědčí i to, že z 30 návrhů na slovo roku (hlasování pořádané Americkou dialektickou asociací) se 4 týkaly výsledků kongresu. Navrhována byla slova trpasličí planeta (anglicky dwarf planet), planemo, plutoed (ve významu „degradován“, odkazujícím na vyřazení Pluta ze seznamu planet) a pluton. Nakonec zvítězil výraz plutoed.

## Další fotografie

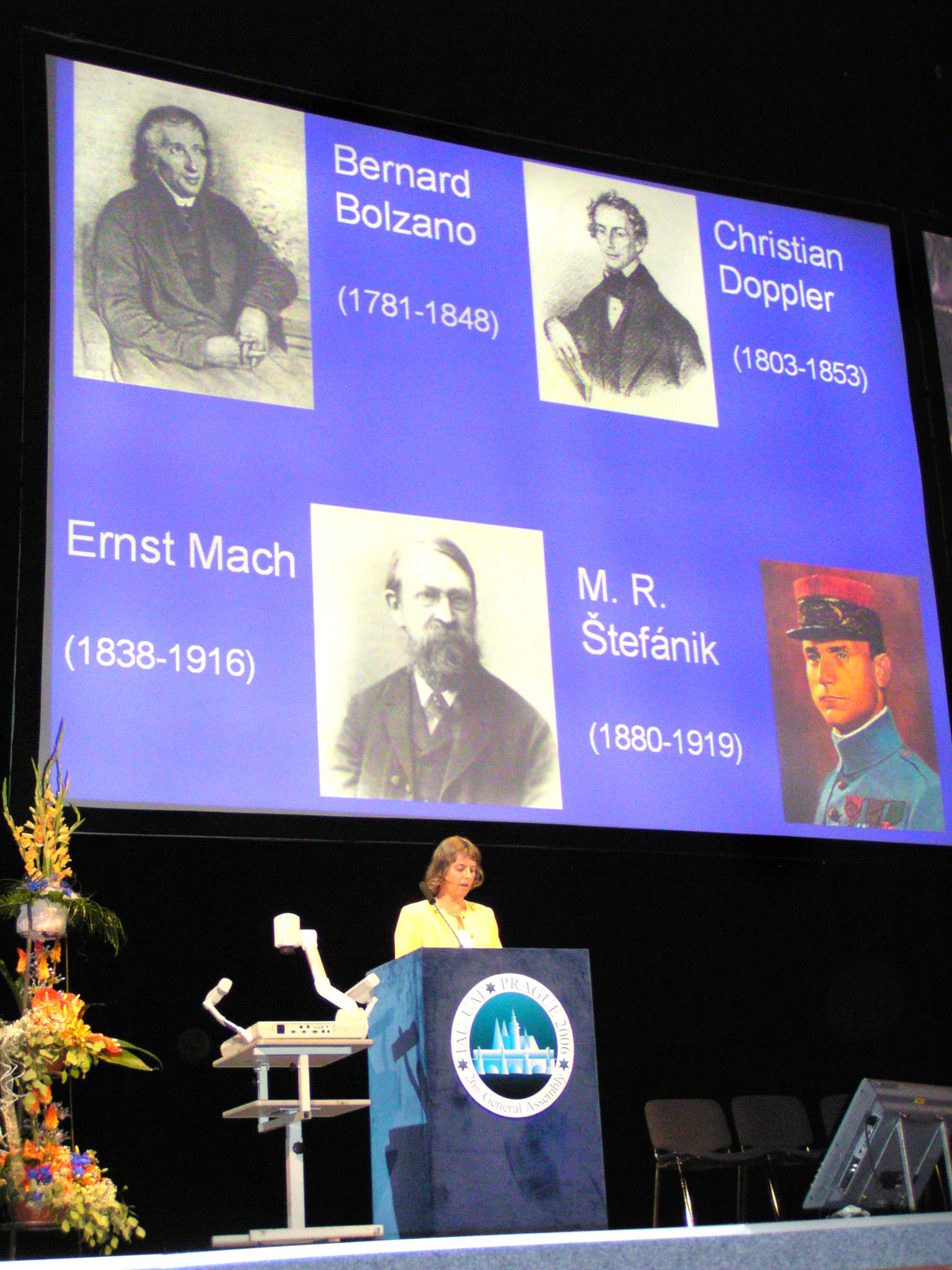
Příspěvek Aleny Hadravové o pražské astronomické historii
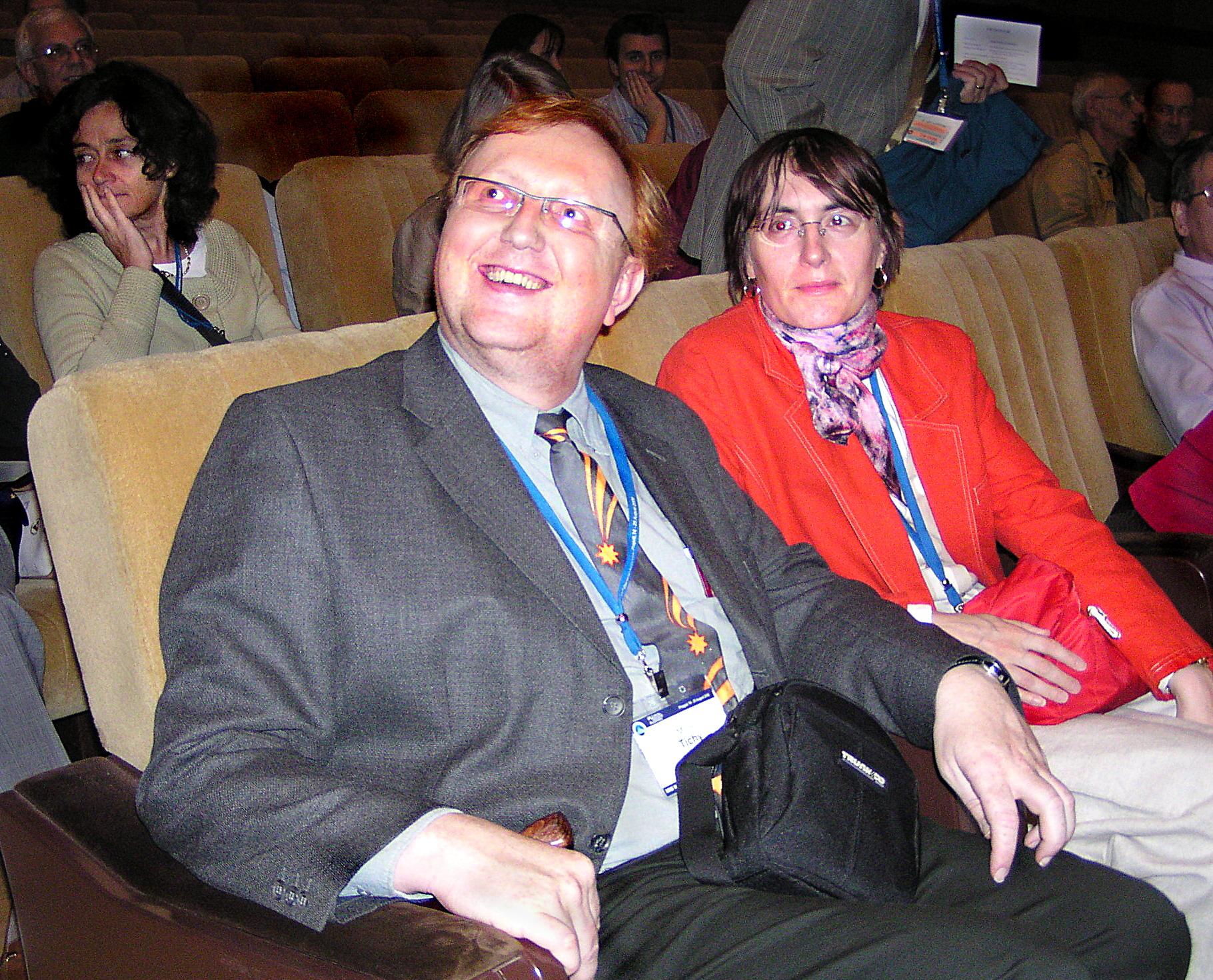
Miloš Tichý a Jana Tichá – přední čeští a světoví odborníci na vyhledávání planetek
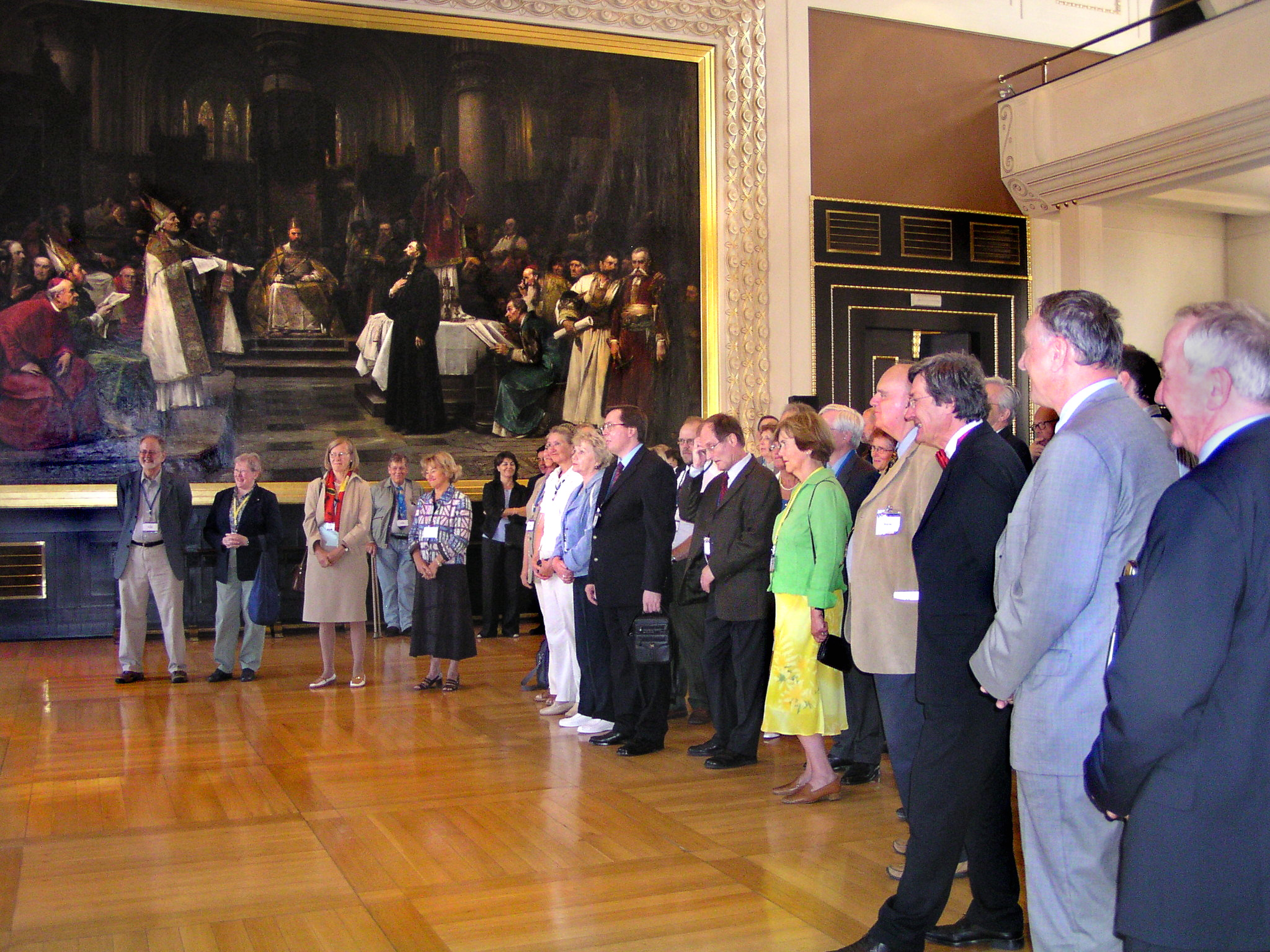
Účastníci kongresu při přijetí náměstkem primátora na pražské radnici
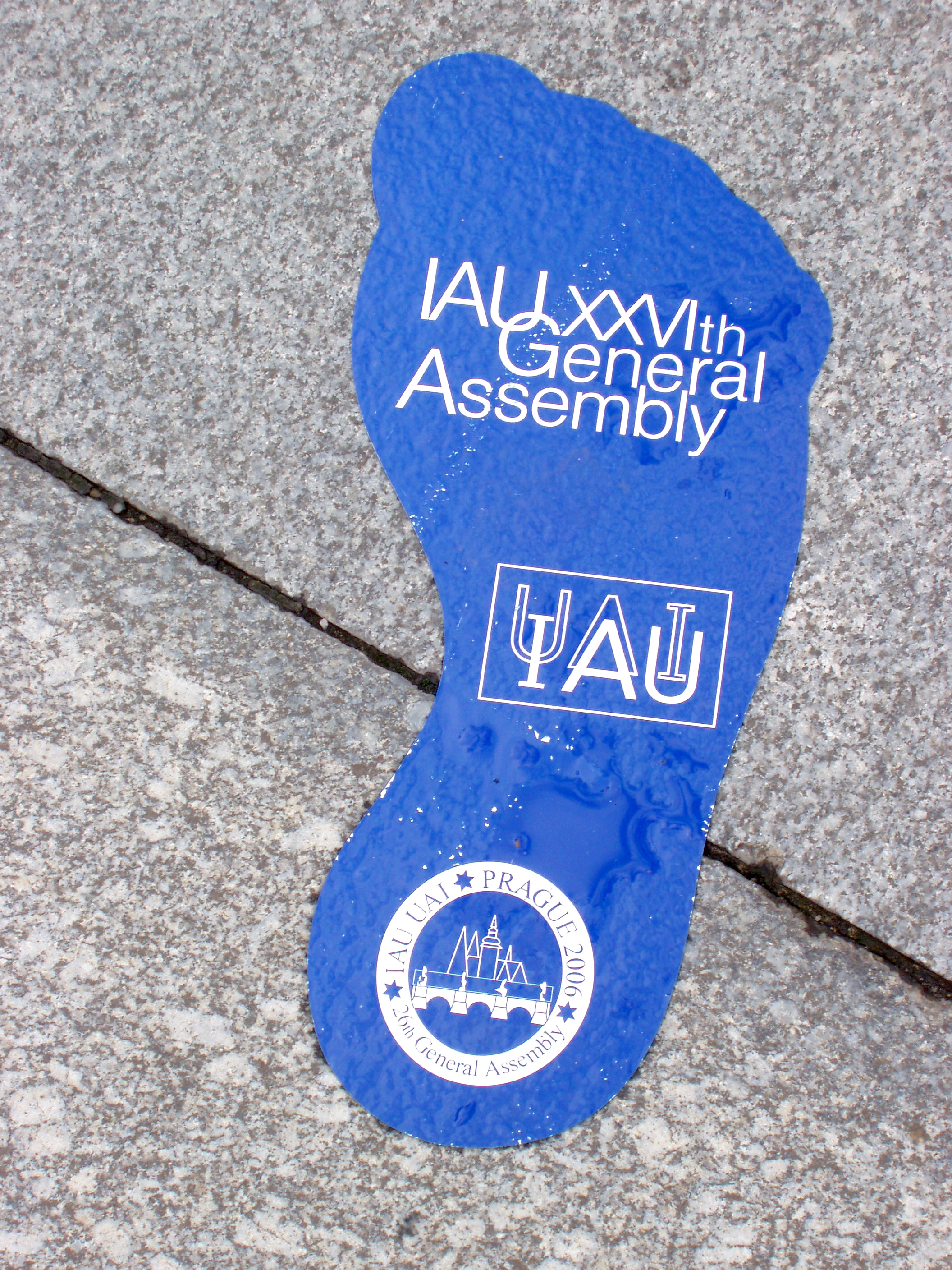
Směrovky ke Kongresovému centru